# Ordre Heydar Aliyev
 (mars 2018).
Si vous disposez d'ouvrages ou d'articles de référence ou si vous connaissez des sites web de qualité traitant du thème abordé ici, merci de compléter l'article en donnant les références utiles à sa vérifiabilité et en les liant à la section « Notes et références ».
L'ordre « Heydar Aliyev » (en azéri : "Heydər Əliyev" ordeni) est la plus haute distinction honorifique de la république d'Azerbaïdjan. Il porte le nom d'Heydar Aliyev, président du pays de 1993 à 2003.

## Histoire
L'ordre est créé par le décret no 896-IIQ du 22 avril 2005. 

## Statut
L'ordre est décerné aux citoyens de la république d'Azerbaïdjan pour des contributions spéciales à la prospérité, la grandeur et la gloire de l'Azerbaïdjan ; pour le courage et la bravoure affichés dans la défense de la patrie et les intérêts de l’État de la république d'Azerbaïdjan. Le président de l'Azerbaïdjan en est membre de droit. 
Il occupe la première place dans l'ordre de préséance des décorations nationales. L'insigne se porte épinglé sur le côté gauche de la poitrine.

### Les ressortissants étrangers
L'ordre est attribué aux ressortissants étrangers pour les services suivants :
- contributions spéciales en Azerbaïdjan;
- contributions spéciales à la mise en œuvre de l'idée azerbaïdjanaise, renforçant la solidarité des Azerbaïdjanais dans le monde entier;
- contributions politiques, économiques, scientifiques et culturelles de l'Azerbaïdjan avec d'autres pays;

## Description
Heydar Aliyev inclut l'étoile, le symbole et la chaîne de commande. Deux variantes de l'étoile et de la chaîne sont faites avec et sans l'épée. La commande[Quoi ?] est en bronze de 525 carats pesant 533,29 grammes, argent 999 carats pesant 3,89 grammes, or 750 carats pesant 57,42 grammes, or 999 carats pesant 6,42 grammes, 8 brillants pesant 0,83 carats, 224 des brillants pesant 5,34 carats, 67 brillants pesant 1 carat (le nombre total de brillants utilisés est de 299). L'étoile à huit branches de la commande, prévue pour être portée sur la poitrine, est en argent. Les extrémités de l'étoile sont faites sous la forme de pétales de fleurs. La distance entre les extrémités opposées de l'étoile est de 82 mm. Une plaque avec un cercle ondulé est placée sur la surface de l'étoile. Cette plaque sur l'étoile avec l'épée est montée sur deux épées croisées traversant les quatre extrémités de l'étoile. Les épées sont faites d'argent coloré avec de l'or. 
La longueur de chaque sabre est de 82 mm et la largeur est de 4 mm. Un brillant est monté sur le manche de chaque épée. Bas-relief de Heydar Aliyev est représenté sur un médaillon rond situé sur une plaque polie, qui est situé sur la plaque avec un cercle ondulé. Le médaillon est fait d'or 750 carats. Le médaillon est entouré d'une bague intérieure avec 42 brillants. Les mots Heydar Aliyev sont écrits avec des lettres d'or sur le dessus d'un anneau moyen recouvert d'émail rouge et entourant l'anneau intérieur. Le fond de l'anneau du milieu est orné de trois brillants dans un ornement en forme de diamant, il y a deux bandes arquées recouvertes d'émail vert entre eux. L'anneau du milieu est entouré par l'anneau externe de couleur bleue avec un cercle ondulé ; 20 brillants y sont montés dans des gravures triangulaires. L'insigne de l'ordre Heydar Aliyev, porté autour du cou et suspendu à la poitrine, est constitué d'une base avec un ornement rectangulaire recouvert d'émail blanc. Les brillants sont montés sur des éléments de l'ornement réalisés sous la forme d'étoiles recouvertes d'émail rouge. L'ornement rectangulaire recouvert d'émail bleu est situé sur la surface de la base. Des brillants sont montés à chacune des quatre extrémités de l'ornement. La base et l'ornement situé sur elle sont en argent coloré avec de l'or. Une plaque en or 750 carats est montée sur la partie centrale du badge. La plaque est colorée avec une couleur rouge foncé.
Le bas-relief à l'effigie de Heydar Aliyev, situé au centre de l'insigne, est en or 750 carats. Il est entouré d'un cadre de forme géométrique régulière en forme de deux carrés croisés. 112 brillants sont montés sur la surface des carrés. Le cadre est fait d'argent coloré avec de l'or. La taille du badge est de 67 mm et la largeur est de −67 mm. La chaîne de l'ordre est composée de 15 éléments, disposés dans un certain ordre. Ces éléments sont :
- Deux assiettes décoratives situées à gauche et à droite de la chaîne, constituées de drapeaux croisés recouverts d'émaux bleus, rouges et verts. Le drapeau national de la République d'Azerbaïdjan est situé dans le centre des plaques.
- Deux ornements quadrangulaires situés à gauche et à droite de la chaîne recouverte d'émail blanc. Un médaillon entouré d'un ornement recouvert d'émail rouge est situé au centre. Un monogramme avec initiales de Heydar Aliyev est situé dans alors le centre. Deux épées croisées sont situées sur la chaîne avec l'épée, sous le médaillon.
- Trois plaques avec l'image de l'emblème national de la République d'Azerbaïdjan sont situées à gauche, à droite et en haut de la chaîne.

Les éléments mentionnés sont montés sur la grande chaîne avec des plaques décorées de 112 brillants (16 plaques avec 7 brillants chacun). Le côté arrière de la commande est poli et a un numéro de commande gravé et un élément pour le porter.

## Attribution
La décoration est rarement attribuée.
- Azerbaïdjan : Ilham Aliyev - (Président de la République d'Azerbaïdjan) - 28 avril 2005[2].
- Turquie : İhsan Doğramacı - (médecin-pédiatre turc, personnalité publique) - 29 avril 2005[3].
- France : Jacques Chirac - (Président de la République française) - 29 janvier 2007.
- Russie : Mstislav Rostropovich - (violoncelliste et chef d'orchestre russe) - 27 mars 2007[4].
- Ukraine : Viktor Iouchtchenko - (Président de l'Ukraine) - 22 mai 2008[5].
- Azerbaïdjan: Taïr Salakhov - (peintre et dessinateur azerbaïdjanais) 27 novembre 2008.
- Koweït : Jaber Al-Ahmad Al-Jaber Al-Sabah - (émir et treizième cheikh du Koweït) - 14 juin 2009[6].
- Pologne : Lech Kaczyński - (Président de la Pologne) - 2 juillet 2009[7].
- Lettonie : Valdis Zatlers - (Président de la Lettonie) - 10 août 2009[8].
- Roumanie : Traian Băsescu - (Président de la Roumanie) - 18 avril 2011[9].

- Bulgarie : Georgi Parvanov - (Président de la Bulgarie) - 14 novembre 2011[10].
- Tadjikistan: Emomalii Rahmon - (Président du Tadjikistan) - 11.07.2012
- Azerbaïdjan : Arif Malikov - (compositeur azerbaïdjanais et soviétique) - 13 septembre 2013[11]
- Turquie : Abdullah Gül - (11e président de la Turquie) - 12 novembre 2013[12]
- Ukraine : Viktor Ianoukovitch - (Président de l'Ukraine) - 17 novembre 2013[13]
- Turquie Turquie: Recep Tayyip Erdoğan - (12e Président de la Turquie) - 3 septembre 2014[14],[15]
- Azerbaïdjan : Mehriban Aliyeva - (Président du Comité d'organisation des premiers Jeux Européens Bakou-2015) - 29 juin 2015[16]
- Biélorussie : Alexandre Loukachenko - (Président de la Biélorussie) - 28 novembre 2016[17]
- Azerbaïdjan : Zeynab Khanlarova - (Artiste du peuple de l'URSS et de l'Azerbaïdjan) - 26 décembre 2016[18]
- Kazakhstan : Noursoultan Nazarbaïev - (Président du Kazakhstan) - 3 avril 2017[19]